# Roland Voortman
Roland Voortman (Amsterdam, 22 juli 1953) is/was een Nederlands componist.

## Leven
Hij kreeg zijn muziekopleiding deels aan het Koninklijk Conservatorium. Hij studeerde er twee jaar en ging verder zijn eigen weg (autodidact). Hij behoort tot de generatie componisten Louis Andriessen, Otto Ketting, Jan van Vlijmen, Ton de Leeuw, Misha Mengelberg, Hans Kox en de minder bekende Joël Bons en Jan Rokus van Roosendael. Tijdens en na zijn opleiding werd hij, naar eigen zeggen, beperkt in wat te schrijven. Het waren de tijden van dodecafonie en hij deelde in 1985 mee toch vooral sinds 1976 vanuit de emotie schrijven in plaats van seriële muziek.
Hij (dan 19) werkte in die jaren samen met Frans Mulder (dan 20 jaar) en mochten optreden bij Albert Mol en Natascha Emanuels (programma: Een traan voor elke roos).
Hij heeft een ris composities op zijn naam staan, maar na 1990 werd op compositorisch vlak niets meer van hem vernomen, ondanks dat Lucas Vis en Huub Kerstens zijn muziek daarvoor op de lessenaar zetten. Hij gaf in 1985 toe, dat hij met componeren zijn geld niet kon verdienen.

## Werklijst
- 1976: Hexaphonie (voor klarinetsextet; première door Nederlands Blazers Ensemble)
- 1977: Reminiscentie I (strijkkwartet)
- 1977: Reminiscentie II (blaasensemble)
- 1977: Reminiscentie III (strijkorkest)
- 1978: Reminiscentie IV (strijkorkest; première door Amsterdam Sinfonietta)
- ????: Reminiscentie V (groot symfonieorkest)
- 1980: Lebensfaden (koorsymfonie)
- ????: Abend (alt en blaasensemble)
- 1980: Gedichte an die Nacht (gemengd vierstemmig koor)
- 1982: Faustus (mezzosopraan, koor en dubbelblaaskwintet) uitgevoerd in de Beurs van Berlage door Koor Nieuwe Muziek onder leiding van Kerstens.
- 1985: Meraviglia (opera)
- 1987: Yde (opera, libretto Van der Eijk, over een meisje achter een veenlijk) of er daadwerkelijk een voorstelling heeft plaatsgevonden is onbekend.
- 1987: Pip (kinderopera), tekst uit Great Expectations van Charles Dickens, Ivo de Wijs onder regie van Helmert Woudenberg en Gees Linnebank met een “sterrencast” voor Toneelgroep Theater: Porgy Franssen, Caroline Beukman, Frits Lambrechts, Nelly Frijda, Do van Stek, Ine Kuhr, etc.[3]

Verder componeerde hij toneel- en filmmuziek (Habitat), radiofonische muziek en kindermusicals.

### Meraviglia
Deze opera op libretto van Christiaan van der Eijk kende enkele uitvoeringen door de Kleine Opera Stichting onder regisseur Jeroen Lopes Cardozo. Solisten waren Marianne Blok (schrijfster) , Lucia Meeuwsen (zangeres) en Peter Krijn (leerling). Het verhaal gaat over de scheiding fantasie en werkelijkheid in het leven van een zangeres, die er langzaam achter komt dat ze in werkelijkheid niet bestaat, alleen in het hoofd van de schrijfster. Er kwam financiële steun van het ministerie van WVC.
- International Standard Name Identifier: 0000 0000 0370 4506
- Library of Congress Control Number: n79150279
- Nederlandse Thesaurus van Auteursnamen: 074906593
- Virtual International Authority File: 54570258